# Сант'Анастазио (Тревизо)
Сант'Анастазио је насеље у Италији у округу Тревизо, региону Венето.
Према процени из 2011. у насељу је живело 65 становника. Насеље се налази на надморској висини од 4 м.